# Судилків
Суди́лків — село в Україні, центр Судилківської сільської територіальної громади Шепетівського району Хмельницької області.

## Етимологія
Назва Судилків, за народним переказом, походить від того, що тут було судилище, де, ніби, місцеві феодали розбирали між собою суперечки і чинили суд над непокірними селянами.

## Географія та клімат
Судилків розташований біля східної околиці міста Шепетівка, є його приміською зоною. Через село проходить автодорога та залізниця Шепетівка — Полонне. На залізниці в межах села розташована залізнична станція Судилків і зупинна платформа Ватутіне.
Село лежить на межі лісостепової та поліської зон. Клімат помірно континентальний, із м'якою зимою і теплим літом.

## Символіка
Затверджена 22 грудня 2021 р. рішенням № 9 XVI сесії сільської ради VIII скликання. Автори — В. М. Напиткін, Н. В. Лисенко. Герб є промовистим.

### Герб
У срібному щиті червоні терези. Щит має червону, муровану чорним, облямівку, розімкнену вгорі, другий, четвертий, шостий ряди золоті. Щит вписаний в золотий декоративний картуш і увінчаний золотою сільською короною. Внизу картуша напис «СУДИЛКІВ».
Терези — знак назви села (від слова «суд»). Мурована облямівка — символ замку, що існував колись на місці, де виникло село, три золотих ряди — три готелі, що знаходилися в селі і були важливою частиною ярмарків, що тут відбувалися; окрім того, три ряди — натяк на таліт.

### Прапор
Квадратне біле полотнище, на якому червоні терези, має по бічним і нижній сторонах червону облямівку в 1/8 ширини прапора. Верхня половина бічних смуг облямівки поділена на шість рівновеликих частин, перемінно червоні і жовті.

## Історія

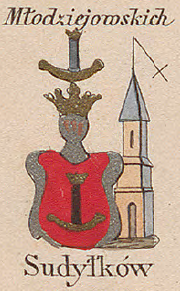
Судилків на мапі Зигмунда Герстмана

Судилків — одне із стародавніх сіл на території сучасного Шепетівського району. Перша письмова згадка про нього зустрічається в документах за 1543 рік. Проте залишки земляних валів та замку належать до давніших часів. У XVI ст. тут було два населених пункти — Судилківці і Судилків.
Друга згадка в архівах датується 1632 роком. Князю Заславському пише його агент Вишетравка, який був посланий розвідати сили козаків. Він доносив, що зустрів козаків на Волині в Судилкові, що вони пройшли Волинь, маєтки Синівських і направляються на маєтки Заславських і після переговорів з козаками вирішили зупинитися і чекати своїх послів із Сейму.
Територія, на якій розташоване сучасне село Судилків, у давні часи входила до складу Київської Русі. За народним переказом Судилків, як населений пункт виник в XI ст. на торговому шляху, який йшов з м. Полонного в м. Заслав. Після завоювання цієї території польсько-литовською державою населений пункт Судилків стає власністю князів Острозьких.
В архівних даних про Судилків згадується, що князь польсько-литовської держави Сигізмунд розглядав суперечку між князями Заславським і Острозьким з приводу володіння Судилковом, відсудивши його Заславському. Близько 1627 року Судилків перейшов у власність дворян Аксакових (Київський земельний суддя), а в середині XVII ст. на початку XVIII ст. Судилків переходить у власність князя Любомирського.
В 1654 р. з визвольними боями тут проходив Богдан Хмельницький.
В 1717 р. Любомирський дав «Право» на організацію ковальського, бондарного, гончарного та шевського цехів. В 1724 році в Судилківському замку Любомирський підписує таке ж «Право» судилківському цеху ткачів на виробництво полотна. Це поклало початок розвитку ремесел на території села Судилків.
В 1738 році син князя Любомирського Станіслав успадкував землі батька, і в тому числі Судилків. Син-землевласник жив у м. Рівне з усію пишністю польського магната. Станіслав Любомирський подарував містечко Судилків біскупу Познанському Андрію Мюдзетовському, який в 1771 році одержав від польського короля «Привілею» на організацію в цьому містечку дванадцяти ярмарків.
В 1786 році Судилків був куплений генерал-лейтенантом Яном-Мартином Михайловичем Грохольським. Він збудував палац.
В 1793 р. після поділу Польщі, коли Волинь ввійшла до складу Росії, містечко Судилків увійшло до складу Ізяславського повіту Волинської губернії. В 1849 році землі Судилківського маєтку були здані селянам в оренду з правом її викупу (за це селяни сплатили великий оброк в казну). В 1864 році зять Грохольського Шашкевич звернувся з позовом до царського суду про неправильну конфіскацію Судилківського маєтку. Судова справа була вирішена на користь нащадків Грохольського Шашкевичів і в цьому ж 1864 році судилківський маєток було їм повернуто, але за селянами залишилися наділені їм царською казною земельні угіддя. Проте селяни не були спроможні вчасно сплачувати гроші за оренду землі. А тому в 1884 році всю судилківську землю за борги було виставлено на продаж. Її купив варшавський купець Захарія Ілліч Нипанич.
Наприкінці XIX ст. в містечку значного розвитку набули різного роду ремесла. Успішно функціонували винокурний, пивоварний та столярний заводи.
У 1905 році на території села було зареєстровано страйки робітників заводів, піднімалися на боротьбу проти поміщиків і селяни.
Наприкінці грудня 1917 року у селі розпочалась перша радянська окупація. Одразу ж було створено комнезам, який пограбував панську худобу та землю.
На початку 1918 року село перейшло під контроль Української Держави. До Шепетівки повернувся син графа Потоцького, поручик царської гвардії. По всіх окружних селах, в тому числі і Судилкові, був виданий наказ здати все майно, взяти в панських маєтках, захоплені землі повернути колишнім власникам. Восени 1918 року загони червоногвардійців знову захопили Шепетівку та Судилків.
За роки Визвольних змагань 13 разів село переходило з рук в руки. Польська армія Галлера, частини якої стояли в Судилкові, залишила Шепетівку, а її місце зайняла армія Пілсудського. Лише в липні 1920 р. село Судилків остаточно зайняли червоні.
У 1929 році, під час примусової колективізації, було створено колгосп.
У 1932—1933 роках село не оминув Голодомор.
В 1933 році було зібрано 1010 екземплярів книг і створена бібліотека при хаті-читальні (в будинку, де була бібліотека до 1963 року). Першим бібліотекарем була Замулко Галина Никифорівна.
На шостий день німецько-радянської війни (28 червня 1941 року) німецькі війська окупували Судилків. В селі німецьким очільником м. Шепетівки було організовано поліцейську дільницю. Начальником поліції був поставлений Жеччев. Селяни залучались до громадських робіт. Наприклад, шеф поліції дав наказ, щоб в 5-ти денний термін за Судилковом по сусідству з колишнім аеродромом, куди мала прибути військова авіачастина німців, були викопані окопи й укриття для літаків. На цю роботу було зігнане майже все населення с. Судилків та сусідніх сіл. Умови на таких роботах були дуже складними.
В 1942 році в районі м. Шепетівки під керівництвом вчителя з с. Стригани Антона Одухи та його заступника Музальова І. О. діяли прорадянські партизани. Серед місцевих жителів с. Судилків пішли в партизани Артюк Степан, Нечипорук Володимир, сім'я Гавришевського Миколи та інші.
Тоді в районі Шепетівки з'явився чеський загін на чолі з капітаном Нелепкою, який перейшов від німців, з'єднався з об'єднанням Сабурова та був направлений в район м. Шепетівки для підривної роботи. В районі с. Судилкова частими стали постріли, вибухи. Декілька разів зупинялась робота і в млині, на гранітному кар'єрі, припинявся рух по залізниці.
13 лютого 1944 року в с. Судилків ввійшли радянські війська.
Після війни інфраструктура села та, зокрема, колгоспне майно, було в дуже поганому стані.

### Єврейська громада Судилкова

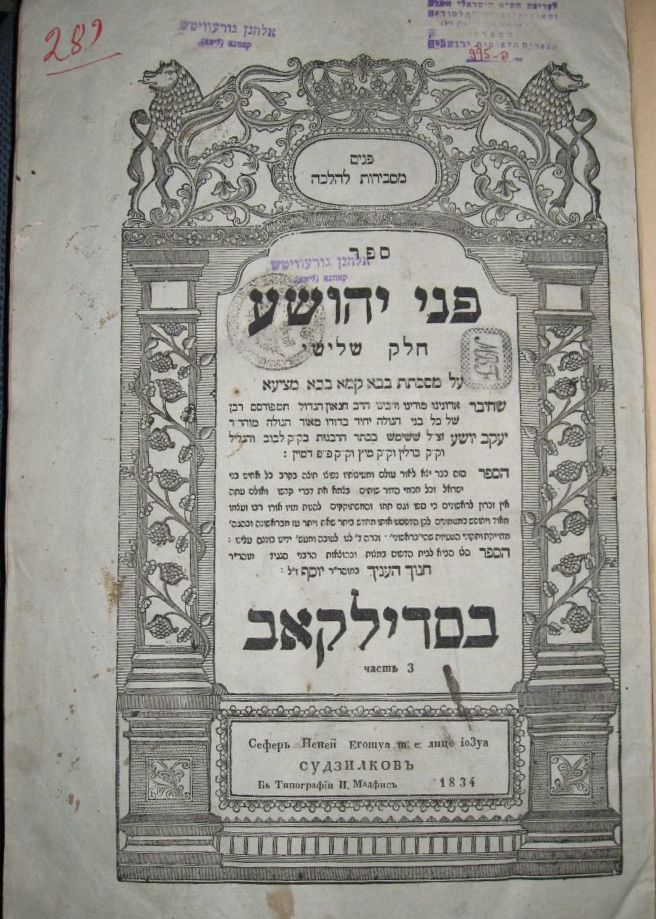
Книга, видана в Судилкові 1834 року

Історично в Судилкові була велика єврейська громада — так, у 1897 році тут проживало 2712 євреїв, тобто 48 % від усього населення. Протягом XIX століття Судилків був потужним центром юдейського книгодрукування та виготовлення талітів.

### Судилківська церква
За церковними документами Свято-троїцька церква існувала вже в 1738 році і була знесена в 1759 році. На її місці князь Любомирський в 1764 році побудував нову дерев'яну церкву, вона була трикупольна, крита ґонтою, кораблеподібна, куполи і барабани з соснового дерева. Будучи побудована на півострівці при озері без фундаменту, замість якого були покладені під підвали тільки камені на землю насухо, вона отримала нахил на південь від озера і її стіни розійшлися, хоча стіни й були скріплені залізними гвинтами. Через деякий час у 1882 році на її місці була побудована нова теж дерев'яна Свято-троїцька церква.
У селі була і Свято-Дмитрівська церква, побудована в 1740 році як греко-католицька.

## Населення
На даний час в Судилкові проживає 5200 осіб. В селі нараховується 1972 двори.
Згідно з переписом УРСР 1989 року чисельність наявного населення села становила 5166 осіб, з яких 2467 чоловіків та 2699 жінок.
За переписом населення України 2001 року в селі мешкало 5258 осіб.

### Мова
Розподіл населення за рідною мовою за даними перепису 2001 року:
| Мова       | Відсоток |
| ---------- | -------- |
| українська | 97,61 %  |
| російська  | 1,82 %   |
| молдовська | 0,21 %   |
| вірменська | 0,06 %   |
| циганська  | 0,06 %   |
| білоруська | 0,04 %   |
| болгарська | 0,04 %   |
| грецька    | 0,02 %   |
| угорська   | 0,02 %   |

## Економіка
На території села розташовані промислові та сільськогосподарські підприємства. Працюють 22 торговельних заклади, що дає змогу забезпечити жителів всіма необхідними продовольчими та промисловими товарами.

### Промислові підприємства
- ВАТ «Шепетівський буто-щебеневий завод» (щебінь, камінь, відсів)
- ТОВ « Шепетівський гранкар'єр» (щебінь, камінь, відсів)
- Підприємство ШВК № 98 (виробництво будівельних матеріалів)
- МПП «МВМ-13» (виробництво дорожно-будівельних матеріалів, будівництво доріг)

### Сільськогосподарські підприємства
- ПП «Врожай — Агро — 1» (вид с/г продукції — зерново-бурякове з розвинутим тваринництвом)
- ПП "Агро-Оіл — Україна (вид с/г продукції — зерново-бурякове з розвинутим тваринництвом)

### Інші установи
- млин
- перукарня
- кузня
- авторемонтні майстерні

## Культура
В селі є дві школи I—II та I—III ст. в яких навчається 758 учнів, дитячий садок на 90 місць. На базі Судилківської ЗОШ I—III ст. працюють секції волейболу, футболу, легкої атлетики.
При клубі, що збудували в 1969 році, є кінотеатр, дискотека, до послуг читачів чудова бібліотека, а також перукарня, два стоматологічних кабінети, амбулаторія сімейної медицини, поштове відділення, АТС, філія ощадбанку, магазини, кафе, перукарні.

### Відомі люди
- У селі народилася Ребека Спілберг (до шлюбу Чечик) — бабуся американського кінорежисера і сценариста Стівена Спілберга[5][6].
- У селі 29 червня 1915 року народився Ашер Вілчер — історик літератури на івриті, славіст.
- З 1865 по 1872 роки у селі проживав Ігнацій Ян Падеревський — видатний піаніст, композитор, політичний діяч, перший прем'єр-міністр незалежної Польщі.
- У 1934 році в селі народився радянський та російський воєначальник Литвинов Іван Микитович[ru]
- Кузьмін Віктор В'ячеславович (? — 2022) — підполковник Збройних сил України, учасник російсько-української війни.

## Галерея

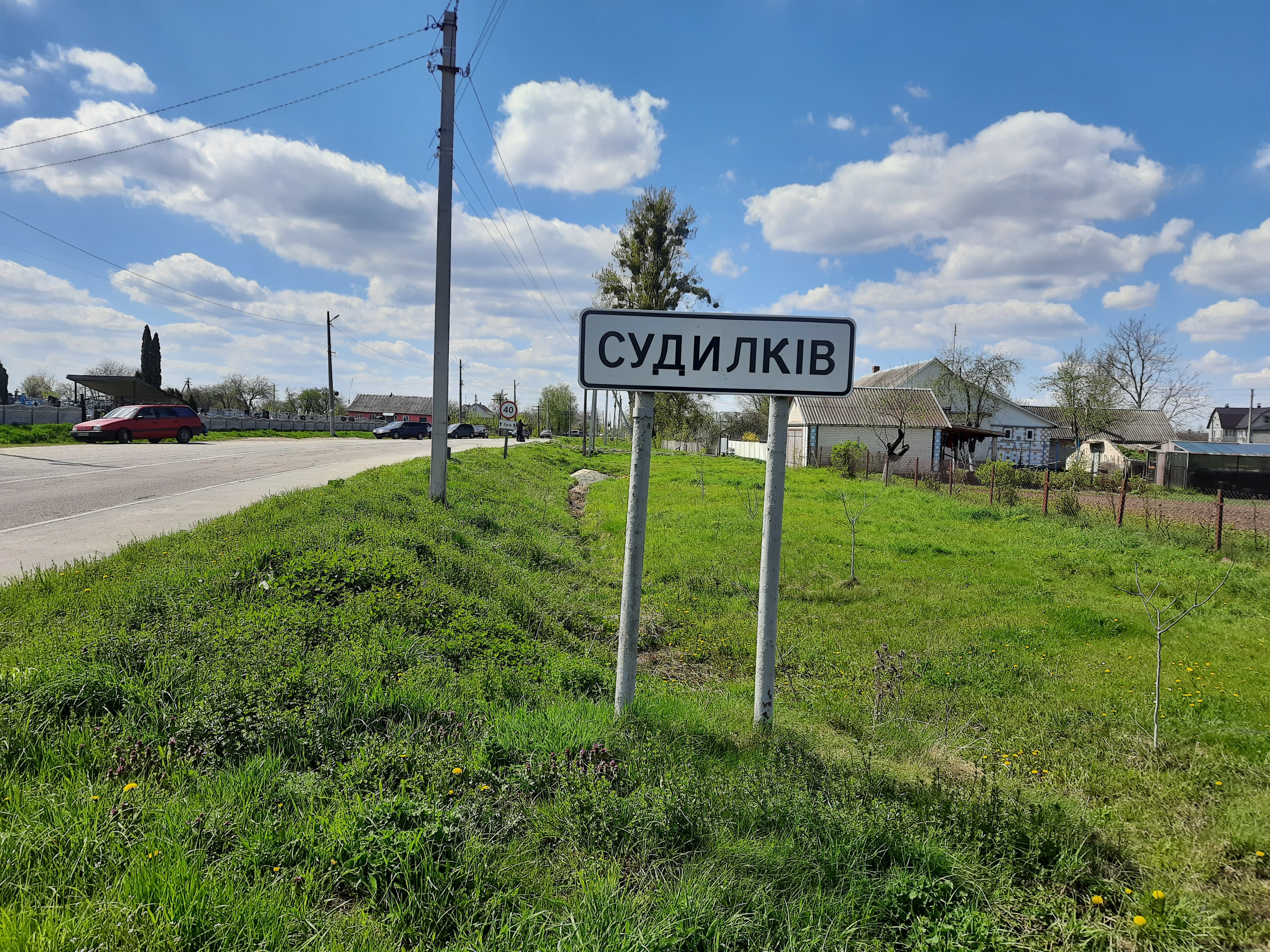
В'їзд у село
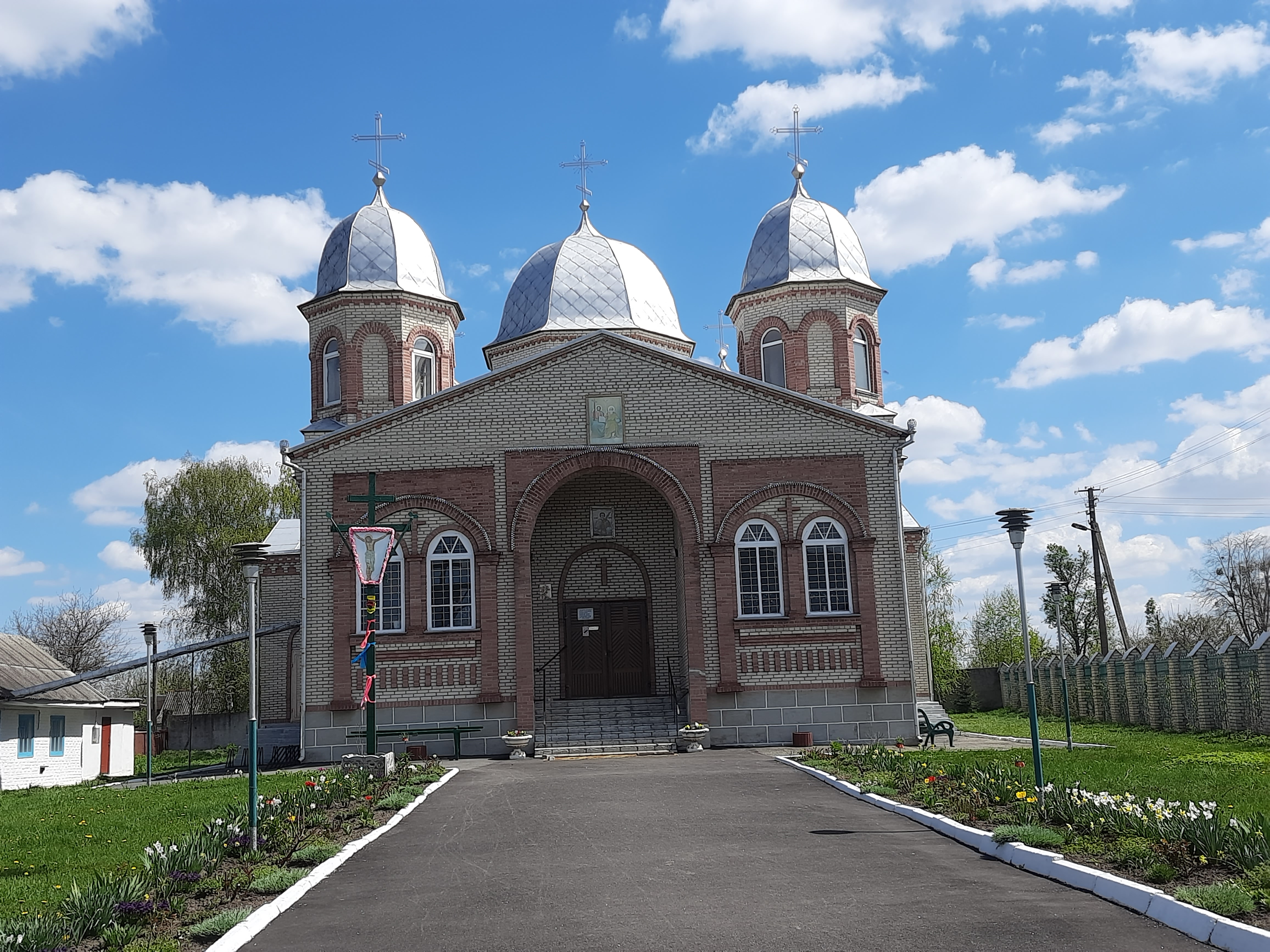
Свято-Димитрівська церква
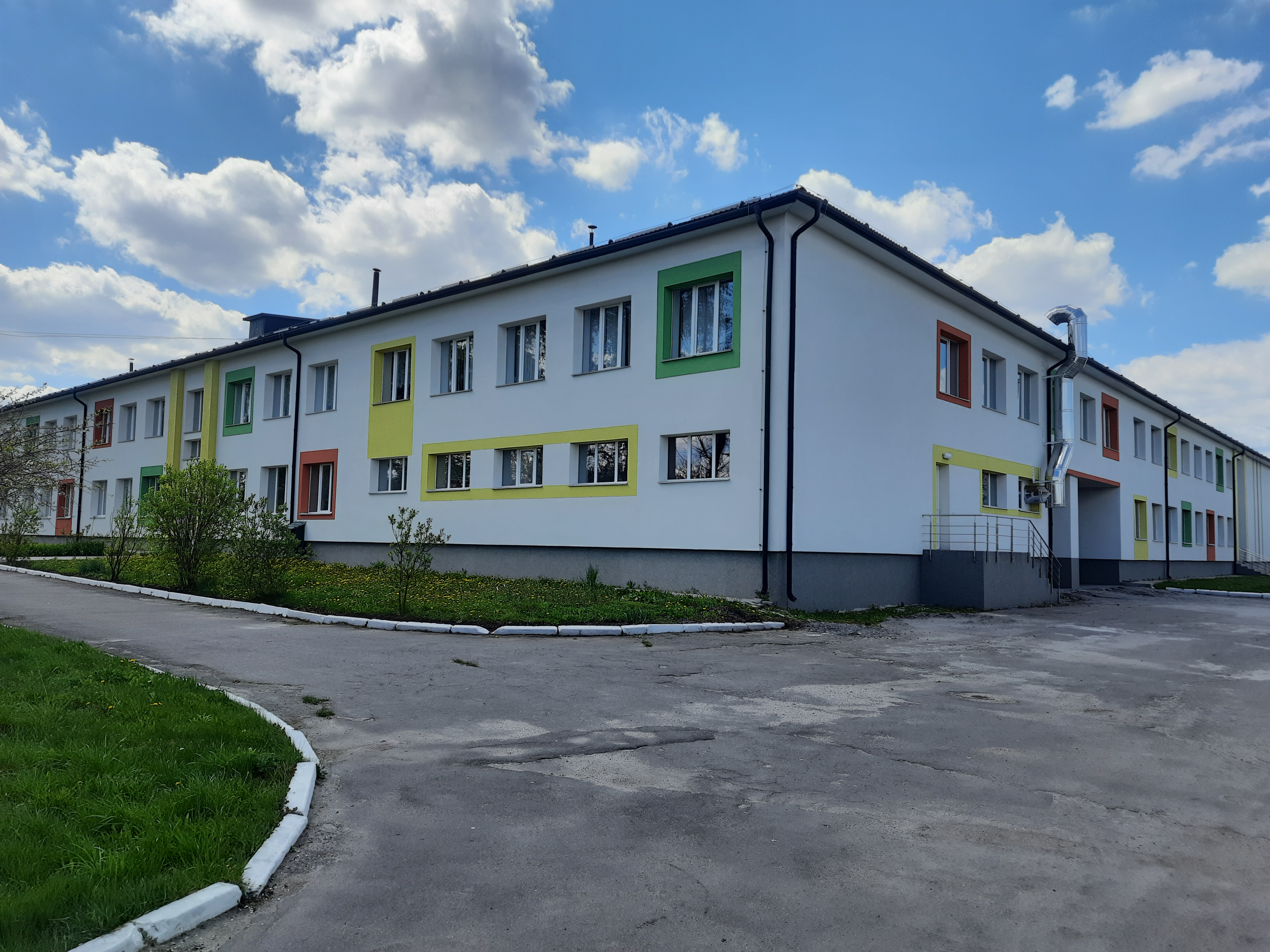
Школа
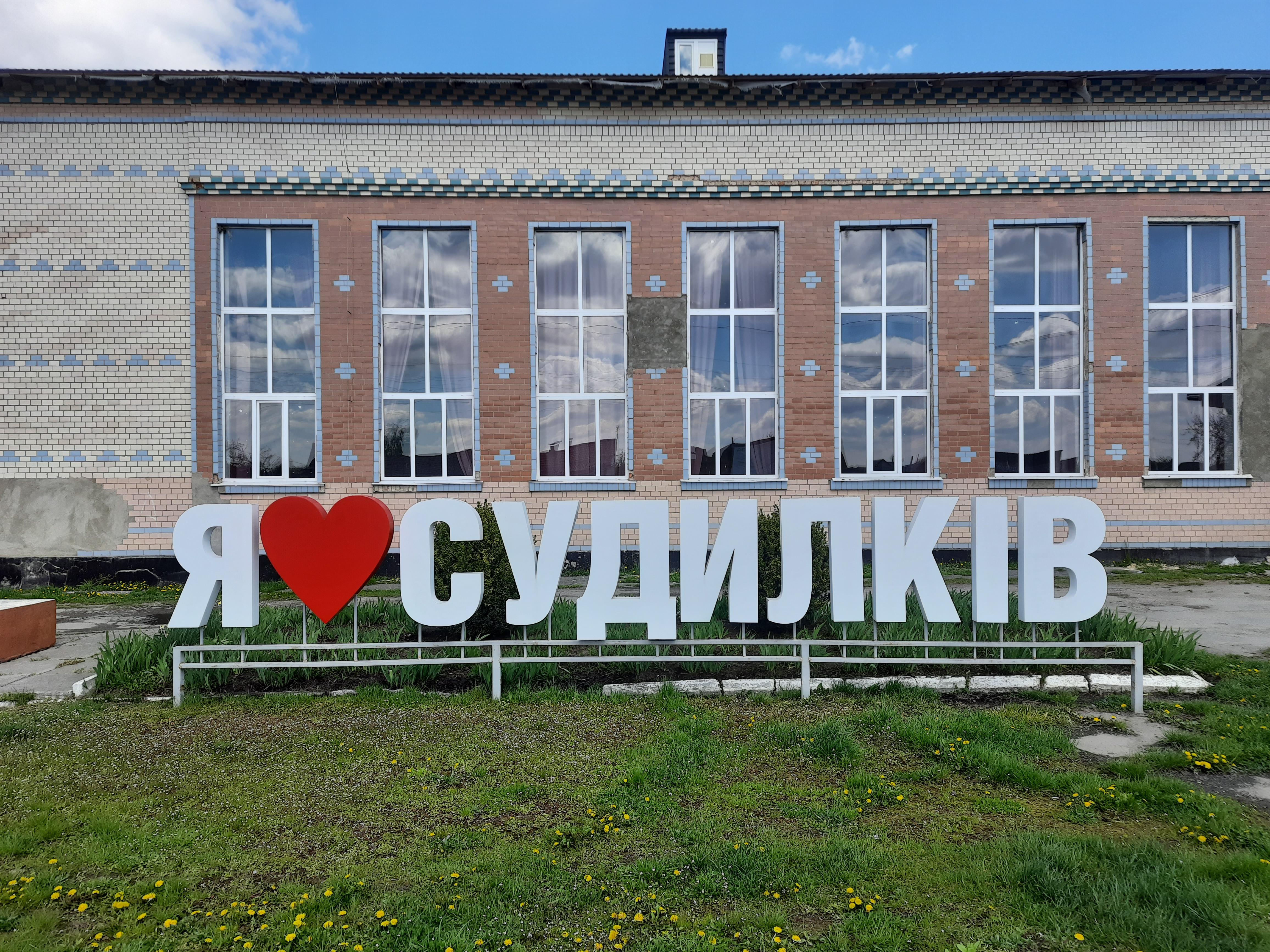
Біля Будинку культури
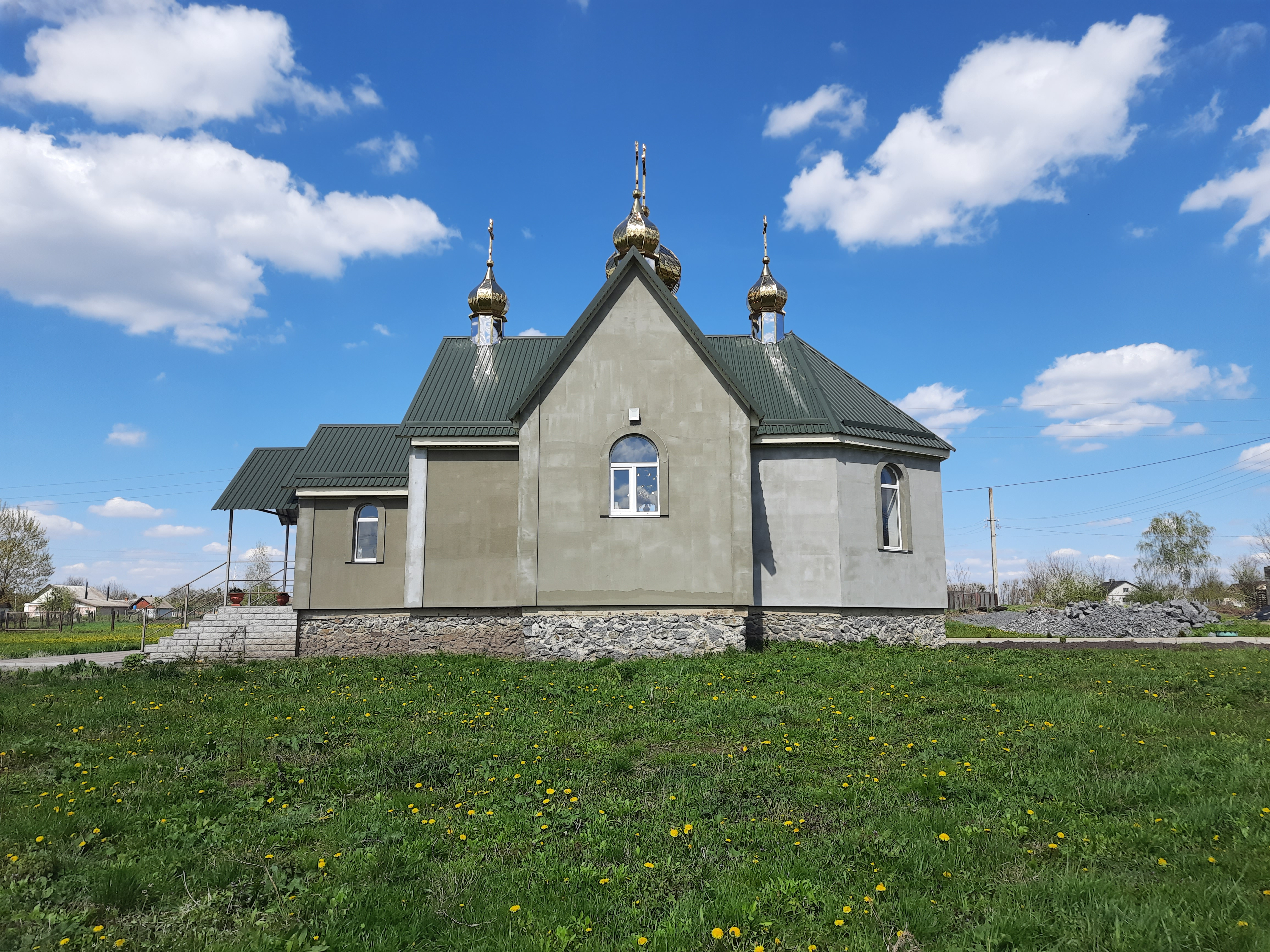
Троїцька церква
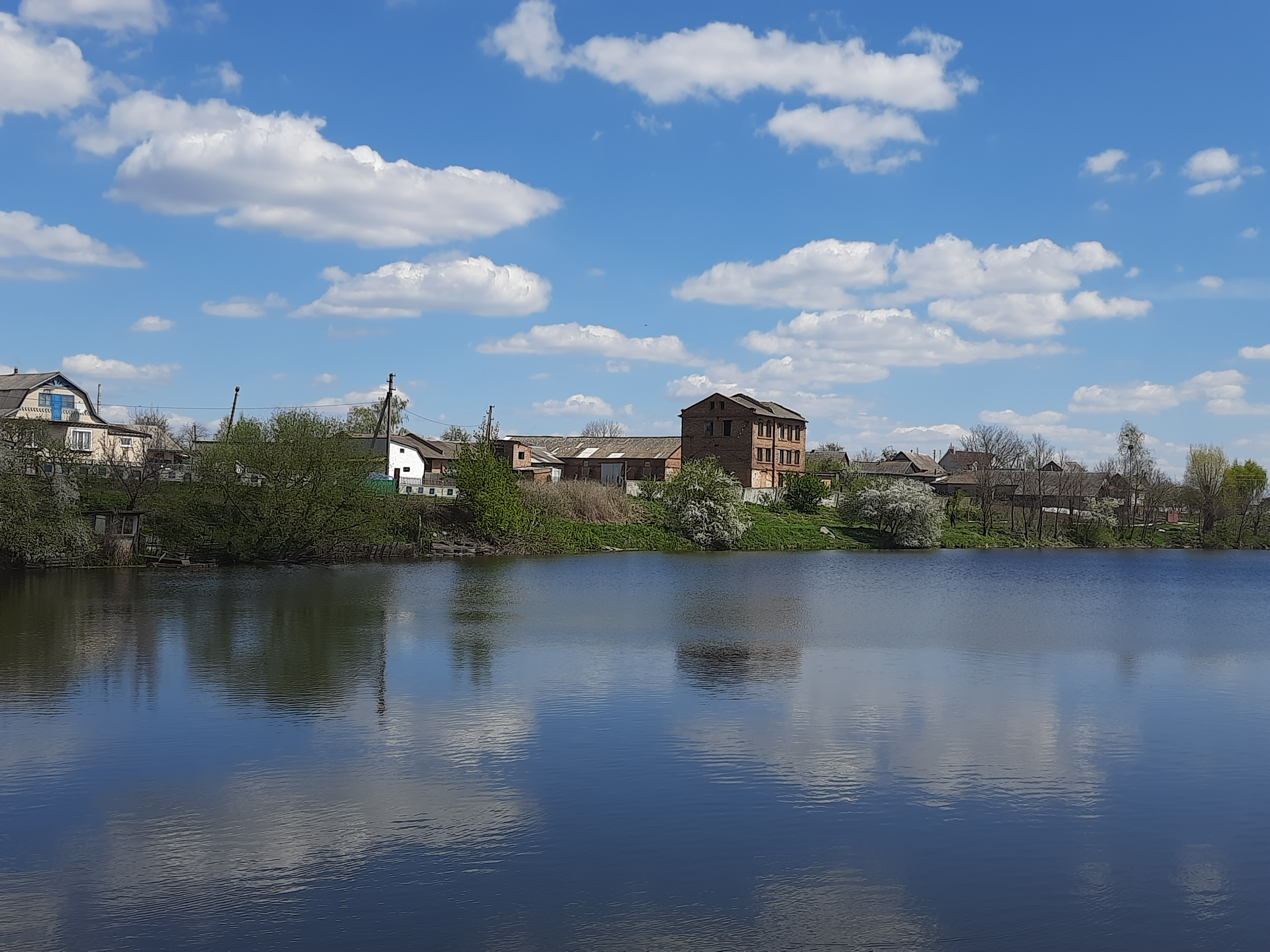
Сільський став